# TechCrunch
TechCrunch és un web de notícies que cobreix temàtiques que parlen principalment de empreses emergents i tecnologia. Segons els portals Alexa i SimilarWeb, TechCrunch és la font d'informació del sector més llegida a Internet, amb més de 35 milions de lectors mensuals.
Va ser fundada per Michael Arrington i Keith Teare el 2005. Entre els seus col·laboradors i periodistes notables destaquen Steve Gillmor de Gillmor Colla, els inversors amb capital de risc Chris Dixon i Kevin Rose, i la presentadora de televisió Sarah Lane.
El 28 de setembre de 2010, a la conferència TechCrunch Disrupt de San Francisco, AOL va anunciar que havia comprat TechCrunch, per un preu aproximat d'entre 25 i 40 milions de dòlars estatunidencs.
TechCrunch és actualment disponible en anglès, xinès i japonès. Temporalment també va tenir una edició en francès.